# Pierre Banel
Pierre Banel (Lectoure, 30 luglio 1766 – Cosseria, 13 aprile 1796) è stato un generale francese, che partecipò alle guerre rivoluzionarie francesi cadendo in combattimento durante l'attacco al castello di Cosseria. Il suo nome si trova inciso sui pilastri dell'Arco di Trionfo a Parigi, nella 28ª colonna lato nord.

## Biografia

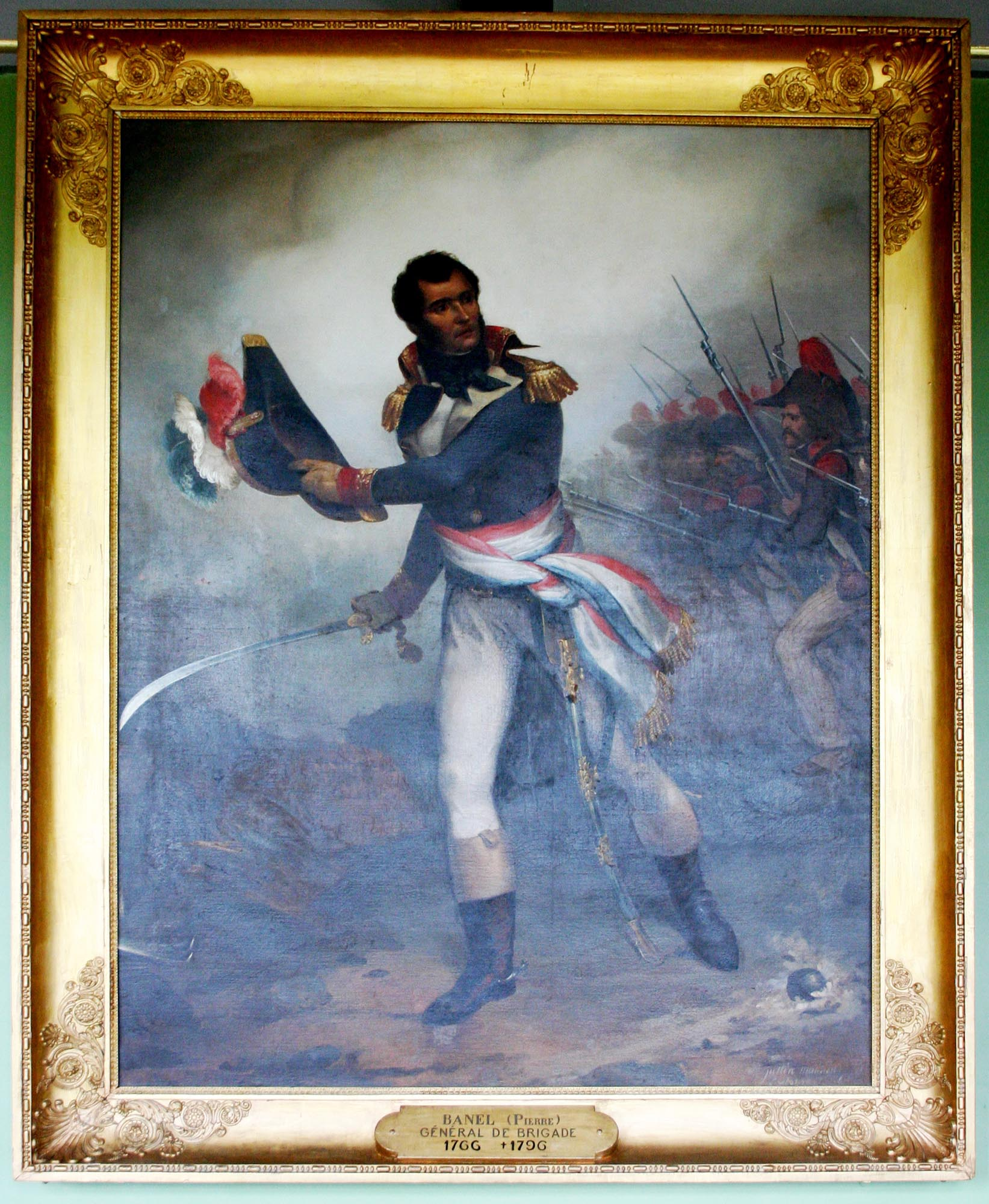
Ritratto del generale Banel, opera del pittore Justin Maristou, esposto presso la Sala degli Illustri a Lectoure, Gers.

Nacque a Lectoure il 30 luglio 1766, figlio di Dominique, di professione sarto al faubourg Saint Gervais e di Marie Laguillermie. Si arruolò nell’esercito reale all’età di diciotto anni, il 24 aprile 1784, assegnato come soldato al Reggimento di Ventimiglia, che nel 1791 fu ridenominato 49e Regiment d'Infanterie.
Promosso caporale il 1 giugno 1788 e caporale furiere il 4 giugno 1789, ottenne i galloni di sergente il 16 giugno 1789.
Si congedò il 17 luglio di quello stesso anno, rientrando a Lectoure dove prestò servizio dapprima come caporale, e poi caporale maggiore, presso la Guardia nazionale cittadina.
Il piena rivoluzione, nel 1792 si arruolò nel 2e Bataillon des Volontaires du Gers, venendo eletto ufficiale aiutante maggiore insieme al suo amico Jean Lannes.
Promosso tenente colonnello presso il 7º Battaglione dell’Aude il 1 giugno 1793, nel settembre dello stesso anno ottenne il comando, e il gradi di colonnello,  del 2º Battaglione granatieri in forza all’Armée des Pyrénées orientales. Partecipò ai combattimenti di Orles (3 settembre) e di Peyrestortes il 17. I rappresentanti del popolo lo nominarono comandante di brigata a titolo provvisorio l'11 ottobre 1793, e dopo la sua partecipazione all’attacco di Villelongue-dels-Monts  del 19 dicembre, fu nominato provvisoriamente generale di brigata il 25 dicembre, nomina che fu confermata con decreto del Comitato di salute pubblica il 13 giugno 1795.
Nella prima metà del 1794 prestò servizio nella divisione del generale Pérignon, prendendo parte ai combattimenti a Montesquieu (30 aprile 1794) e Llobregat (7 giugno). Unendosi alla divisione di Augereau, prese parte al combattimento di Besalú (21 giugno), e poi si distinse nella battaglia della Montagne Noire del 17-20 novembre. Nel mese di marzo del 1795 fu testimone di nozze al matrimonio del suo amico Jean Lannes, e successivamente partecipò ai combattimenti di Bascara (6 maggio) e di Fluvia (15 giugno).
Nel settembre del 1795 passò agli ordini del generale Augereau, in forza all'Armée d'Italie, assumendo il comando della 3ª Brigata. Il 24 novembre dello stesso anno rimase ferito nel combattimento di Loano. Rimessosi rapidamente partecipò, il 13 aprile con Lannes e Dupin, all'attacco al castello di Cosseria difeso dalle truppe austro-sarde al comando di Filippo del Carretto, che si erano ben trincerate. Al comando di una delle tre colonne d’assalto, le altre due erano comandate dai generali de Quesnel, Joubert, iniziò ad inerpicarsi su uno dei contrafforti che conducevano alla cima.  Quando Joubert fermò i suoi uomini per fargli riprendere fiato, anche gli altri due generali fecero lo stesso. I difensori, convinti che i francesi stessero esitando, iniziarono a lanciare grandi massi dalla cima colpendo gli attaccanti e provocando numerosissimi morti. Rimasto ucciso durante l'azione degli attaccanti, solo Joubert raggiunse le mura del castello con sette uomini, ma ferito anch'egli dovette ritirarsi. Il castello fu conquistato solo il giorno successivo da Augereau.
Dopo la caduta della Repubblica di Venezia, nel 1797 su decisione di Napoleone, la fregata di primo rango Gloria Veneta, seconda unità della Classe Fama ad entrare in servizio nella Armada veneziana, fu ribattezzata con il suo nome. L'unità prese parte alla spedizione in Egitto inquadrata nella squadra navale dell'ammiraglio Brueys, e poi alla spedizione a Santo Domingo nel 1802.
Il suo nome fa parte dei 660 incisi sui pilastri dell'Arco di Trionfo a Parigi, e si trova nella 28ª colonna lato nord.

### Annotazioni
1. ↑  Insieme a Banel e Lannes, vi erano anche Jacques Gervais Subervie e Joseph Lagrange.

### Fonti
1. 1 2 3 4 5 6 7 8 9 10 11 12 13 14 15 16 17  George Six 1934, p. 47.
2. 1 2 3  Chrisawn 2001, p. XIII.
3. 1 2  Chrisawn 2001, p. 5.
4. ↑  Chrisawn 2001, p. 4.
5. ↑  Chrisawn 2001, p. 14.
6. ↑  Chrisawn 2001, p. 15.

### Periodici
- Paul Jeannin-Naltet, Mémoires de la Société historique du Gers, 4e trimestre, 1959.